# Chigny-les-Roses

Chigny-les-Roses este o comună în departamentul Marne, Franța. În 2009 avea o populație de 517 de locuitori.